# Gilbert H. Herdt

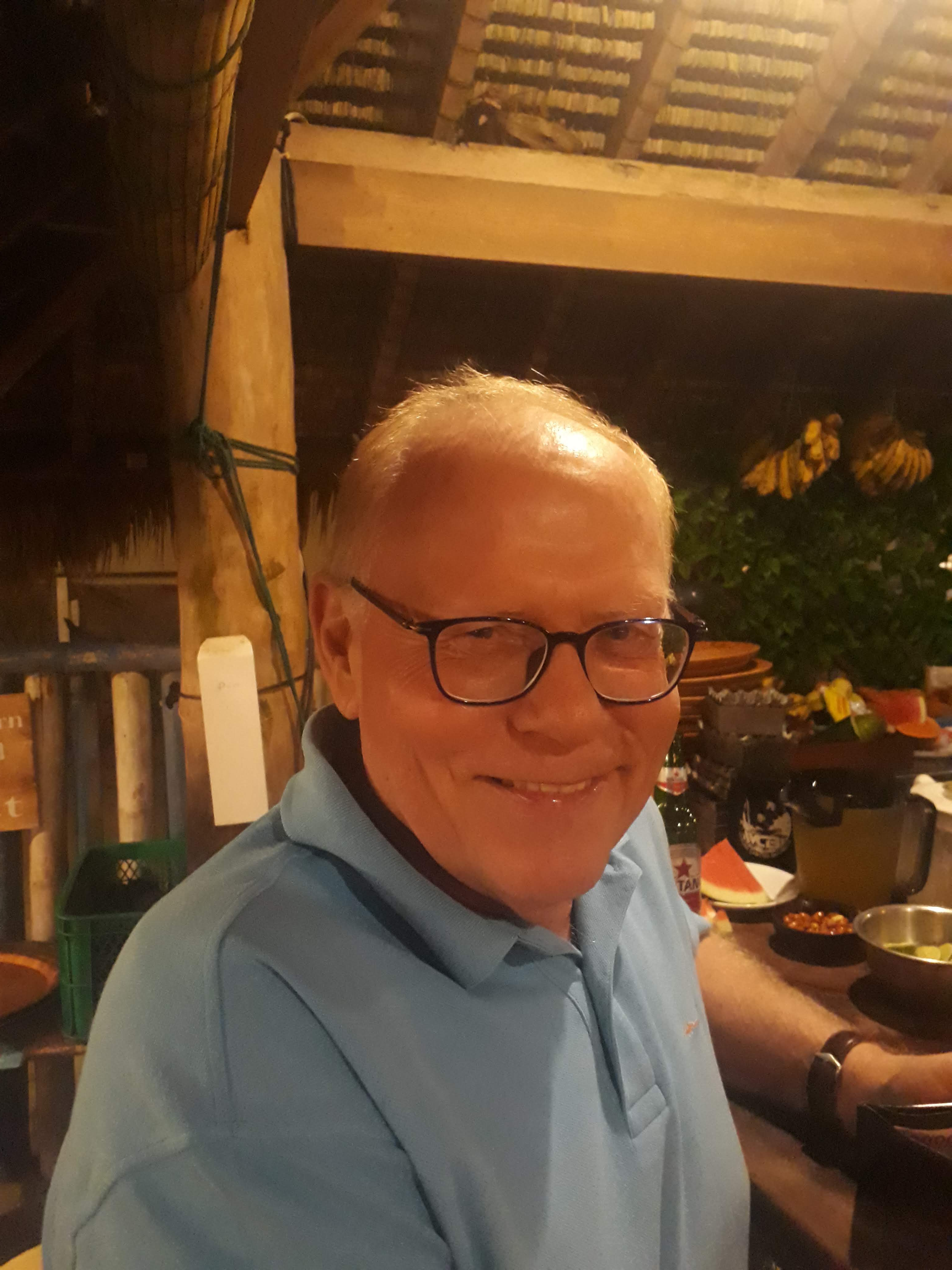
Herdt, 2019

Gilbert H. Herdt (Kansas, 24 de febrero de 1949) es un antropólogo estadounidense especializado en sexualidad e identidad de género.
Estudió en la Universidad de Washington graduándose en 1971 y se doctoró en la Universidad Nacional Australiana.
Ha trabajado para la Universidad de Stanford, la Universidad de Chicago, la Universidad de Ámsterdam, la Universidad de Washington y la Universidad Estatal de San Francisco.
Uno de sus principales estudios fue con la tribu neoguineana sambia. Asimismo destaca también su investigación sobre la cultura que rodea al SIDA con el investigador Han ten Brummelhuis.
Ha escrito y editado unos 36 libros y más de 100 papers.
Es además activista LGTBI.

## Libros
- Guardians of the Flutes: Idioms of Masculinity, 1981
- Rituals of Manhood, 1982
- Ritualized Homosexuality in Melanesia (Studies in Melanesian Anthropology), 1984
- The Sambia: Ritual and Gender in New Guinea, 1987
- Intimate Communications: Erotics and the Study of Culture (con Robert J. Stoller), 1990
- The Time of AIDS  (con Shirley Lindenbaum), 1991
- Children of Horizons: How Gay Youth are Forging a New Way Out of the Closet (con Andrew Boxer), 1992
- Gay Culture In America: Essays From the Field, 1993
- Third Sex, Third Gender, 1994
- Sexual Cultures and Migration in the Era of AIDS: Anthropological and Demographic Perspectives (International Studies in Demography), 1997
- Rituals of Manhood, 1998
- Sambia Sexual Culture: Essays from the Field, 1999
- Something to Tell You: The Road Families Travel When a Child Is Gay, 2000
- Secrecy and Cultural Reality, 2001
- Gay and Lesbian Aging (con Brian DeVries), 2004
- Sexual Inequalities and Social Justice, 2006
- 21st Century Sexualities: Contemporary Issues in Health, Education, and Rights , 2007
- Moral Panics, 2009
- Human Sexuality (con Nicole Polen-Petit), 2013
- Critical Terms for the Study of Gender, 2014